# Dalchreichart
Dalchreichart (Schots-Gaelisch: Dul Chreachaird) is een dorp ongeveer 10 kilometer ten noordwesten van Fort Augustus in de Schotse lieutenancy in het raadsgebied Highland.